# Kältjärnen
Kältjärnen är en sjö i Örnsköldsviks kommun i Ångermanland och ingår i Moälvens huvudavrinningsområde. Sjön har en area på 0,0523 kvadratkilometer och ligger 406,2 meter över havet.

## Delavrinningsområde
Kältjärnen ingår i det delavrinningsområde (708695-159297) som SMHI kallar för Utloppet av Stugusjön. Medelhöjden är 434 meter över havet och ytan är 28,93 kvadratkilometer. Det finns inga avrinningsområden uppströms utan avrinningsområdet är högsta punkten. Avrinningsområdets utflöde Moälven (Åselån) mynnar i havet. Avrinningsområdet består mestadels av skog (81 procent) och sankmarker (14 procent). Avrinningsområdet har 0,43 kvadratkilometer vattenytor vilket ger det en sjöprocent på 1,5 procent.